# Lucas Entertainment
Lucas Entertainment is een filmstudio gespecialiseerd in gay pornografie. Het is een van de grootste studio's in dit genre. Lucas Entertainment staat bekend om zijn films met hoge budgets.

## Geschiedenis
Lucas Entertainment werd in 1998 opgericht door pornoacteur Michael Lucas, gefinancierd uit zijn inkomsten als mannelijke escort. Hij vestigde het hoofdkantoor in New York (in plaats van Los Angeles, waar de meeste studio's zijn gevestigd). Lucas zag het ook als een uitdaging, omdat hij hierdoor minder concurrentie had. In 2004 volgde de oprichting van Lucas Distribution Inc, zijn eigen onderneming voor de distributie van video's. Lucas regisseert, produceert en speelt in zijn eigen films onder de naam Lucas Entertainment.
Om zijn toekomstige richting te bepalen, huurde de studio mr. Pam Doré in. Ze ging in augustus 2008 aan de slag als creatief directeur film en productie. Doré, die haar carrière begon bij Falcon Video in 1996, was genomineerd als beste regisseur bij de GayVN Awards voor haar film Return to Fire Island (2008).
In mei 2009 werd bekend dat Lucas Entertainment zijn eerste film op locatie aan het filmen was. Voor deze film werden alleen Israëlische modellen gekozen, omdat het bedrijf graag de Israëlische cultuur wilde promoten. Lucas Entertainment lanceerde een Men of Israel-site om de acteurs en de film te promoten. Het bedrijf ziet dit project als zijn belangrijkste project. Journalisten van The Atlantic, Out en Yedioth Ahronoth omschreven het als een mijlpaal, gezien het feit dat het de eerste pornografische film was die op locatie werd geschoten. Het tijdschrift Tablet en de Los Angeles Times merkten op dat het de eerste film was met een geheel Joodse cast.
In juli 2009 werd ook bekend dat Lucas Entertainment een Europese vestiging in Parijs zou openen.